# Wałowice (województwo lubuskie)
Wałowice (niem. Wallwitz, łuż. Walojce) – wieś w Polsce położona w województwie lubuskim, w powiecie krośnieńskim, w gminie Gubin.

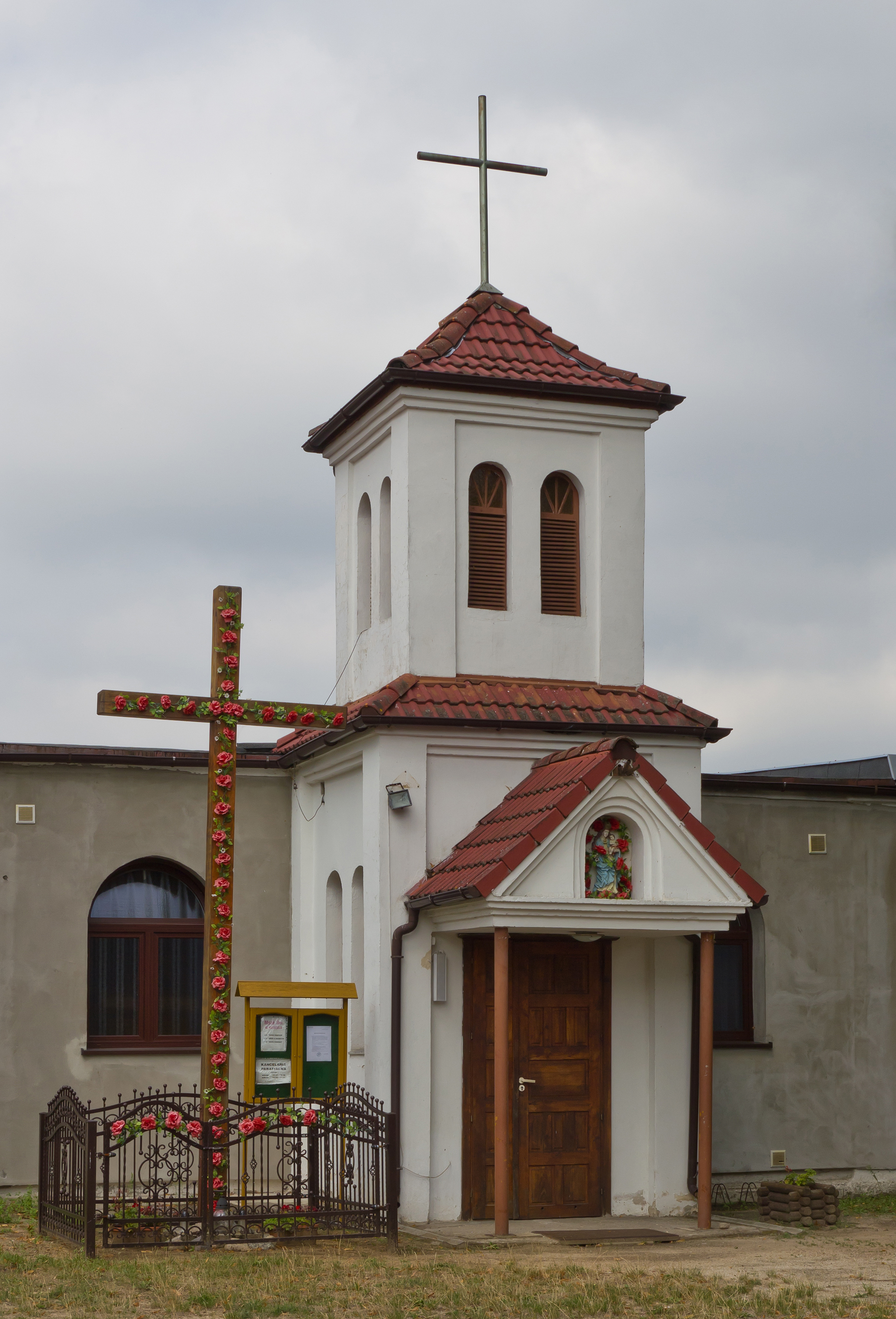

W latach 1945–1954 i 1973–1976 miejscowość była siedzibą gminy Wałowice. W latach 1975–1998 miejscowość należała administracyjnie do województwa zielonogórskiego.
Pierwsza wzmianka o Wałowicach pochodzi z 1452 roku, gdzie wymienione zostały, jako Walewitz, a w 1527 jako Walwicz. W XV i XVI wieku należały do rodu von Pilgrim, w XVII i XVIII wieku do rodu von Polenz, a w XIX wieku przeszły pod władanie rodu von Briesen Köpstein i rodziny Stein. Do wsi należały wcześniej: majątek, folwark, młyn wodny, wapiennik i cegielnia. 
W 1926 roku dołączono Wałowice do gminy miasta Guben, a od roku 1928 część tej miejscowości należała do Drzeńska Wielkiego.
W 1952 roku we wsi było 40 gospodarstw. W latach 1973–1976 była w Wałowicach Zbiorcza Szkoła Gminna z siedzibą w Gubinie, ale w latach 1976–1984 została przeniesiona do Gubina. Dzieci z Wałowic i okolicznych wsi były do szkoły dowożone autobusami.
Od 1981 roku wieś posiada sieć wodną. W 1988 roku zamieszkiwało tu 307 osób, a w 1999 roku 276 osób.
Od 1994 roku we wsi działa zakład produkujący meble.
W dużym stopniu zachował się pierwotny stan tej miejscowości. Wzdłuż drogi wiejskiej posadzono lipy.

## Zabytki
Do wojewódzkiego rejestru zabytków wpisany jest:
- tartak wodny, z XVIII wieku

zabytki nieistniejące:
- zamek, znajdował się tutaj na wzgórzach[9][6] ponad wsią, pochodzący z XIX wieku. Trzykondygnacyjna budowla neogotycka z wieżyczkami i blankami oraz wielkim balkonem. Po wojnie zamek został rozebrany[6].